# Henri Duvanel
Henri Jean Maurice Duvanel (* 7. März 1896 in Saint-Nazaire; † 21. Februar 1953 in Clichy) war ein französischer Wasserballspieler.

## Karriere
Duvanel nahm an den Olympischen Spielen 1920 in Antwerpen teil. Hier erreichte er mit der französischen Nationalmannschaft den neunten Rang.
Auf nationaler Ebene war er an zahlreichen Wettbewerben im Schwimmsport beteiligt – so schwamm er im Coupe de Noël de Paris oder der Traversée de Paris à la nage. 1921 gewann er bei den französischen Meisterschaften den Titel über 1500 m Freistil und brach dabei den nationalen Rekord. Neben seinen sportlichen Aktivitäten diente er lange Zeit im französischen Militär. Hier erhielt er für seine Leistungen das Croix de guerre und die Interalliierte Siegesmedaille. Ebenso wurde er zum Chevalier der Ehrenlegion ernannt. Im Zweiten Weltkrieg geriet er 1940 in deutsche Gefangenschaft.